# Санти-Бьяджо-э-Карло-аи-Катинари (титулярная диакония)
Титулярная диакония Санти-Бьяджо-э-Карло-аи-Катинари — титулярная церковь была создана Папой Иоанном XXIII 2 декабря 1959 года апостольской конституцией Quos nationum. Титул принадлежит церкви Сан-Карло-аи-Катинари, расположенной в районе Рима Сант-Эустакьо, приходской церкви с XVII века, которая находится на пьяцца Бенедетто Каироли, около 200 метров юго-западнее площади Торре-Арджентина.

## Список кардиналов-дьяконов и кардиналов-священников титулярной диаконии Санти-Бьяджо-э-Карло-аи-Катинари
- Аркадио Мария Ларраона Саралеги, C.M.F. (17 декабря 1959 — 28 апреля 1969, назван кардиналом-священником Сакро-Куоре-ди-Мария);
- Луиджи Раймонди (5 марта 1973 — 24 июня 1975, до смерти);
- Джузеппе Мария Сенси (24 мая 1976 — 22 июня 1987, назван кардиналом-священником Регина Апостолорум);
- Анджело Феличи (28 июня 1988 — 17 июня 2007, до смерти);[2]
- Леонардо Сандри (24 ноября 2007 — 19 мая 2018), титулярная диакония pro illa vice (19 мая 2018 — по настоящее время)[3].